# Hackford
Hackford är en by i civil parish Deopham, i distriktet South Norfolk, i grevskapet Norfolk i England. Byn är belägen 5 km från Wymondham. Hackford var en civil parish fram till 1935 när blev den en del av Deopham. Civil parish hade 171 invånare år 1931. Byn nämndes i Domedagsboken (Domesday Book) år 1086, och kallades då Hakeforda.